# The Tomorrow Man
The Tomorrow Man es una película estadounidense dramática de 2019, escrita y dirigida por Noble Jones, en su debut como director. Es protagonizada por John Lithgow, Blythe Danner, Derek Cecil, Katie Aselton, Sophie Thatcher y Eve Harlow, y sigue a un hombre que se prepara para el apocalipsis cuando se encuentra y se enamora de una mujer adicta a las compras. 
Tuvo su estreno mundial en el Festival de Cine de Sundance el 30 de enero de 2019, y fue estrenada en Estados Unidos el 22 de mayo de 2019, por Bleecker Street. 

## Reparto
- John Lithgow como Ed.
- Blythe Danner como Ronnie.
- Derek Cecil como Brian.
- Katie Aselton como Janet.
- Sophie Thatcher como Jeanine.
- Eve Harlow como Tina.
- Wendy Makkena como Beverly St. Michaels

## Producción
La película se rodó en Rochester, Nueva York, la ciudad natal de Lithgow, durante unas seis semanas en agosto y septiembre de 2017.

## Estreno
La película tuvo su estreno mundial en el Festival de Cine de Sundance el 30 de enero de 2019. Antes de esto, Bleecker Street adquirió los derechos de distribución de la película y la fijó para su estreno el 17 de mayo de 2019, aunque finalmente fue estrenada el 22 de mayo de 2019. Sony Pictures Worldwide Acquisitions adquirió los derechos de distribución internacional de la película.

## Recepción
En el sitio web del agregador de reseñas Rotten Tomatoes, la película tiene una calificación de aprobación del 46% basada en 48 reseñas, con una calificación promedio de 5.72/10. El consenso crítico del sitio dice: "John Lithgow y Blythe Danner son casi suficientes para salvar a The Tomorrow Man, pero sus esfuerzos están abrumados por una historia problemática". En Metacritic, la película tiene un puntaje promedio ponderado de 48 de 100, basado en 17 críticos, lo que indica "críticas mixtas o promedio". Richard Roeper de Chicago Sun-Times dijo que: "A pesar de todas sus excentricidades, The Tomorrow Man es demasiado segura".  G. Allen Johnson de San Francisco Chronicle mencionó: "Desafortunadamente, The Tomorrow Man toma varios giros equivocados". Mark Jenkins de The Washington Post mencionó: "El final de la película podría llamarse un giro. Pero en realidad es más un fracaso de vientre".